# Flota Expedicionaria del Sur
La Flota Expedicionaria del Sur (南遣艦隊, Nanken Kantai) era una flota de la Armada Imperial Japonesa, sus funciones eran la invasión y el mantenimiento del orden público en el área suroeste de la Indochina francesa, Filipinas, la Malasia británica y las Indias Orientales Neerlandesas.

## Organización

### Flota Expedicionaria del Sur/1.ª Flota Expedicionaria del Sur
La Flota Expedicionaria del Sur se organizó para la invasión de la Indochina francesa el 31 de julio de 1941. Describe también la 1.ª Flota Expedicionaria del Sur (第一南遣艦隊, Dai-Ichi Nanken Kantai). Su área de jurisdicción era la Indochina francesa, Singapur y al oeste de allí.

#### Estructura
| Fecha                          | Mando                    | Perteneciente a         | Nombre                           | Componentes |
| ------------------------------ | ------------------------ | ----------------------- | -------------------------------- | --- |
| 31 de julio de 1941 (original) | Cuartel General Imperial |                         | Flota Expedicionaria del Sur     | Crucero Kashii, barco de defensa costera Shimushu |
| 10 de diciembre de 1941        | Flota Combinada          |                         | Flota Expedicionaria del Sur     | Crucero Kashii, barco de defensa costera Shimushu, 9.ª Fuerza de Base, 11.ª Fuerza Especial de Base |
| 3 de enero de 1942             | Flota Combinada          |                         | 1.ª Flota Expedicionaria del Sur | Crucero Kashii, barco de defensa costera Shimushu, 9.ª Fuerza de Base, 11.ª Fuerza Especial de Base |
| 10 de abril de 1942            | Flota Combinada          | Flota del Área Sudoeste | 1.ª Flota Expedicionaria del Sur | Crucero Kashii, barco de defensa costera Shimushu, minador Katsuriki, portahidroaviones Sagara Maru, 5.ª División de Destructores, 9.ª Fuerza de Base, 11.ª Fuerza Especial de Base, 10.ª Fuerza Especial de Base, 12.ª Fuerza Especial de Base, 40.º Grupo Aéreo Naval, 3.ª Unidad Hidrográfica             |
| 1 de noviembre de 1942         | Flota Combinada          | Flota del Área Sudoeste | 1.ª Flota Expedicionaria del Sur | Crucero Kashii, barco de defensa costera Shimushu, buque hidrográfico Katsuriki, portahidroaviones Sagara Maru, 5.ª División de Destructores, 9.ª Fuerza de Base, 11.ª Fuerza Especial de Base, 10.ª Fuerza Especial de Base, 12.ª Fuerza Especial de Base, 936.º Grupo Aéreo Naval, 3.ª Unidad Hidrográfica |
| 15 de agosto de 1944           | Flota Combinada          | Flota del Área Sudoeste | 1.ª Flota Expedicionaria del Sur | Minador Yaeyama, destructor Amatsukaze 9.ª Fuerza de Base, 11.ª Fuerza Especial de Base, 10.ª Fuerza Especial de Base, 12.ª Fuerza Especial de Base, 13.ª Fuerza Especial de Base, 15.ª Fuerza de Base, 11.º Grupo Aéreo Naval, 12.º Grupo Aéreo Naval, 13t.º Grupo Aéreo Naval, 936.º Grupo Aéreo Naval     |
| 5 de febrero de 1945           | Flota Combinada          | 10.ª Flota de Área      | 1.ª Flota Expedicionaria del Sur | Cruceros Myōkō, Takao, destructor Amatsukaze, cazasubmarinos No. 59, 9.ª Fuerza de Base, 11.ª Fuerza Especial de Base, 10.ª Fuerza Especial de Base, 12.ª Fuerza Especial de Base, 13.ª Fuerza Especial de Base, 15.ª Fuerza de Base                                                                         |
| 12 de septiembre de 1945       | Rendición                | Rendición               | Rendición                        | Rendición |

#### Comandante
| Rango         | Nombre             | Fecha                                       | Notas                                                                                               |
| ------------- | ------------------ | ------------------------------------------- | --------------------------------------------------------------------------------------------------- |
| Vicealmirante | Noboru Hirata      | 31 de julio de 1941                         | |
| Vicealmirante | Jisaburō Ozawa     | 18 de octubre de 1941                       | |
| Vicealmirante | Denshichi Ōkawachi | 14 de julio de 1942                         | |
| Vicealmirante | Minoru Tayui       | 20 de septiembre de 1943 8 de enero de 1945 | Comandante en jefe de la 13.ª Flota Aérea                                                           |
| Vicealmirante | Shigeru Fukudome   | 13 de enero de 1945 5 de febrero de 1945    | Comandante en jefe de la 13.ª Flota Aérea Comandante de la 10.ª Flota de Área y la 13.ª Flota Aérea |

#### Jefe de Estado Mayor
| Rango                   | Nombre            | Fecha                                                        | Notas                                                                                               |
| ----------------------- | ----------------- | ------------------------------------------------------------ | --------------------------------------------------------------------------------------------------- |
| Capitán Contraalmirante | Torao Sawada      | 31 de julio de 1941 15 de octubre de 1941                    | |
| Capitán Contraalmirante | Kiyoshi Hamada    | 20 de junio de 1942 1 de noviembre de 1942                   | |
| Contraalmirante         | Shin'ichi Torigoe | 27 de agosto de 1943                                         | |
| Contraalmirante         | Bunji Asakura     | 16 de agosto de 1944 8 de enero de 1945 5 de febrero de 1945 | Comandante en jefe de la 13.ª Flota Aérea Comandante de la 10.ª Flota de Área y la 13.ª Flota Aérea |

### 2.ª Flota Expedicionaria del Sur
La 2.ª Flota Expedicionaria del Sur (第二南遣艦隊, Dai-Ni Nanken Kantai) se reorganizó a partir de la 3.ª Flota el 10 de marzo de 1942. Describe la 3.ª Flota como predecesora de la 2.ª Flota Expedicionaria del Sur. Su área de jurisdicción eran las Indias Orientales Neerlandesas.

#### Estructura
| Fecha                          | Mando           | Perteneciente a         | Nombre                                                       | Componentes |
| ------------------------------ | --------------- | ----------------------- | ------------------------------------------------------------ | --- |
| 10 de abril de 1941 (original) | Flota Combinada |                         | 3.ª Flota                                                    | 16.ª División, 17.ª División, 5.ª División de Torpedos, 12.ª Flotilla Aérea, 1.ª Fuerza de Base, 2.ª Fuerza de Base |
| 10 de diciembre de 1941        | Flota Combinada |                         | 3.ª Flota                                                    | 16.ª División, 17.ª División, 5.ª División de Torpedos, 12.ª Flotilla Aérea, 6.ª Escuadra de Submarinos, 1.ª Fuerza de Base, 2.ª Fuerza de Base, 32.ª Fuerza Especial de Base, buque de reparación Yamabiko Maru, buque de suministros Kōan Maru, carguero Senkō Maru                          |
| 10 de marzo de 1942            | Flota Combinada | Flota del Área Sudoeste | 2.ª Flota Expedicionaria del Sur (renombrada y reorganizada) | Crucero Ashigara, minador Itsukushima, buque hidrográfico Tsukushi, 16.ª División, 2.ª División de Cañoneras, 21.ª Fuerza Especial de Base, 22.ª Fuerza Especial de Base, 23.ª Fuerza Especial de Base, 24.ª Fuerza Especial de Base, portahidroaviones San'yō Maru, 9.ª Unidad Hidrográfica   |
| 1 de septiembre de 1943        | Flota Combinada | Flota del Área Sudoeste | 2.ª Flota Expedicionaria del Sur                             | Minador Itsukushima, patrulleras No. 102, No. 104, 16.ª División, 21.ª Fuerza Especial de Base, 22.ª Fuerza Especial de Base, 23.ª Fuerza Especial de Base, 24.ª Fuerza Especial de Base, 25.ª Fuerza Especial de Base, cañoneras Ban'yō Maru, Okuyō Maru, Taikō Maru, 934.º Grupo Aéreo Naval |
| 5 de febrero de 1945           | Flota Combinada | 10.ª Flota de Área      | 2.ª Flota Expedicionaria del Sur                             | Patrulleras No. 102, No. 106, No. 109, 21.ª Fuerza Especial de Base, 22.ª Fuerza Especial de Base, cañonera Ban'yō Maru, 31.º Grupo Aéreo Naval |
| 3 de septiembre de 1945        | Rendición       | Rendición               | Rendición                                                    | Rendición |

#### Comandante
| Rango         | Nombre           | Fecha                                   | Notas                                              |
| ------------- | ---------------- | --------------------------------------- | -------------------------------------------------- |
| Vicealmirante | Ibō Takahashi    | 10 de abril de 1941 10 de marzo de 1942 | Jefe de Estado Mayor de la Flota del Área Suroeste |
| Vicealmirante | Shirō Takasu     | 15 de septiembre de 1942                | Jefe de Estado Mayor de la Flota del Área Suroeste |
| Vicealmirante | Seiichi Iwamura  | 15 de abril de 1943                     |                                                    |
| Vicealmirante | Gun'ichi Mikawa  | 3 de septiembre de 1943                 |                                                    |
| Vicealmirante | Shiro Kawase     | 18 de junio de 1944                     |                                                    |
| Vicealmirante | Yaichirō Shibata | 29 de enero de 1945                     |                                                    |

#### Jefe de Estado Mayor
| Rango                   | Nombre             | Fecha                                   | Notas                                              |
| ----------------------- | ------------------ | --------------------------------------- | -------------------------------------------------- |
| Contraalmirante         | Toshihisa Nakamura | 10 de abril de 1941 10 de marzo de 1942 | Jefe de Estado Mayor de la Flota del Área Suroeste |
| Contraalmirante         | Takeo Tada         | 10 de abril de 1942                     | Jefe de Estado Mayor de la Flota del Área Suroeste |
| Capitán Contraalmirante | Akira Matsuzaki    | 15 de abril de 1943 1 de mayo de 1943   |                                                    |
| Contraalmirante         | Shinzaburō Hase    | 19 de enero de 1945                     |                                                    |

### 3.ª Flota Expedicionaria del Sur
La 3.ª Flota Expedicionaria del Sur (第三南遣艦隊, Dai-San Nanken Kantai) se organizó el 3 de enero de 1942 para la invasión de Filipinas.

#### Estructura
| Fecha                   | Mando                                | Perteneciente a         | Componentes |           |
| ----------------------- | ------------------------------------ | ----------------------- | --- | --------- |
| 3 de enero de 1942      | Flota Combinada                      |                         | Crucero Kuma, minador Yaeyama, 1.ª División de Escolta, 31.ª Fuerza Especial de Base, 32.ª Fuerza Especial de Base, portahidroaviones Sanuki Maru, minador Nichiyū Maru, buque hidrográfico Kyōodō Maru No. 36 |           |
| 14 de julio de 1942     | Flota Combinada                      | Flota del Área Sudoeste | Crucero Kuma, 31.ª Fuerza Especial de Base, 32.ª Fuerza Especial de Base, portahidroaviones Sanuki Maru, minador Nichiyū Maru, buque hidrográfico Kyōodō Maru No. 36, 31.º Grupo Aéreo Naval, 2.ª Unidad Hidrográfica |           |
| 1 de septiembre de 1943 | Flota Combinada                      | Flota del Área Sudoeste | Minador Yaeyama, Gunboat Karatsu, 32.ª Fuerza Especial de Base, 954.º Grupo Aéreo Naval, 31.ª Unidad de Guardias, 31.ª Unidad de Comunicaciones |           |
| 15 de agosto de 1944    | Flota Combinada                      | Flota del Área Sudoeste | Minador Tsugaru, cañonera Karatsu, torpedero Hayabusa, patrullera No. 103, No. 105, Cazasubmarinos No. 36, No. 45, No. 46, cañonera Kiso Maru, 30.ª Fuerza Especial de Base, 32.ª Fuerza Especial de Base, 33.ª Fuerza Especial de Base, 31.º Grupo Aéreo Naval, 32.º Grupo Aéreo Naval, 31.ª Unidad de Guardias, 31.ª Unidad de Comunicaciones |           |
| 1 de junio de 1945      | Cuartel General Supremo de la Armada | Flota del Área Sudoeste | 30.ª Fuerza Especial de Base, 31.ª Fuerza Especial de Base, 32.ª Fuerza Especial de Base, 33.ª Fuerza Especial de Base, 21.ª División de Cazasubmarinos, 955.º Grupo Aéreo Naval |           |
| 3 de septiembre de 1945 | Rendición                            | Rendición               | Rendición | Rendición |

#### Comandante
| Rango         | Nombre             | Fecha                                     | Notas |
| ------------- | ------------------ | ----------------------------------------- | --- |
| Vicealmirante | Rokuzō Sugiyama    | 3 de enero de 1942                        | |
| Vicealmirante | Taiji Ōta          | 1 de diciembre de 1942                    | |
| Vicealmirante | Arata Oka          | 20 de septiembre de 1943                  | |
| Vicealmirante | Gun'ichi Mikawa    | 15 de agosto de 1944                      | Jefe de Estado Mayor de la Flota del Área Suroeste y la 13.ª Flota Aérea                                                    |
| Vicealmirante | Denshichi Ōkawachi | 1 de noviembre de 1944 8 de enero de 1945 | Jefe de Estado Mayor de la Flota del Área Suroeste y la 13.ª Flota Aérea Jefe de Estado Mayor de la Flota del Área Suroeste |

#### Jefe de Estado Mayor
| Rango                   | Nombre             | Fecha                                                               | Notas |
| ----------------------- | ------------------ | ------------------------------------------------------------------- | --- |
| Contraalmirante         | Yasuichirō Kondō   | 3 de enero de 1942                                                  | |
| Capitán Contraalmirante | Shōzō Hashimoto    | 11 de agosto de 1943 1 de mayo de 1943                              | |
| Contraalmirante         | Hisagorō Shimamoto | 27 de julio de 1944                                                 | |
| Contraalmirante         | Kaoru Arima        | 1 de noviembre de 1944 17 de noviembre de 1944 5 de febrero de 1945 | Jefe de Estado Mayor de la Flota del Área Sudoeste, 13.ª Flota Aérea y comandante de la 32.ª Fuerza Especial de Base Jefe de Estado Mayor de la Flota del Área Suroeste y la 13.ª Flota Aérea Jefe de Estado Mayor de la Flota del Área Suroeste |

### 4.ª Flota Expedicionaria del Sur
La 4.ª Flota Expedicionaria del Sur (第四南遣艦隊, Dai-Yon Nanken Kantai) fue independiente de la 2.ª Flota Expedicionaria del Sur para el mantenimiento del orden público en el oeste de Nueva Guinea el 30 de noviembre de 1943. Disuelta el 10 de marzo de 1945, sus unidades restantes fueron unificado a la 10.ª Flota de Área.

#### Estructura
| Fecha                              | Mando           | Perteneciente a         | Componentes |
| ---------------------------------- | --------------- | ----------------------- | --- |
| 30 de noviembre de 1943 (original) | Flota Combinada | Flota del Área Sudoeste | Minador Itsukushima, 24.ª Fuerza Especial de Base, 25.ª Fuerza Especial de Base, 26.ª Fuerza Especial de Base, 934.º Grupo Aéreo Naval |
| 1 de marzo de 1945                 | Flota Combinada | Flota del Área Sudoeste | 25.ª Fuerza Especial de Base, 26.ª Fuerza Especial de Base, 28.ª Fuerza Especial de Base                                               |
| 10 de marzo de 1945                | Disuelta        | Disuelta                | Disuelta |

#### Comandante
| Rango         | Nombre         | Fecha                   |
| ------------- | -------------- | ----------------------- |
| Vicealmirante | Seigō Yamagata | 30 de noviembre de 1943 |

#### Jefe de Estado Mayor
| Rango           | Nombre          | Fecha                   |
| --------------- | --------------- | ----------------------- |
| Contraalmirante | Tametsugu Okada | 30 de noviembre de 1943 |